# ARA Ciudad de Berisso (Q-4)
La lancha LICA ARA Ciudad de Berisso (Q-4) es una lancha de instrucción para cadetes de la Armada Argentina.

## Construcción
Es un proyecto entre el Astillero Río Santiago, Tandanor y la Armada Argentina comenzado en 2013 para el diseño de una lancha de instrucción para la Escuela Naval Militar. Fue botada el 16 de marzo de 2022. Como segunda unidad entró en servicio operativo en 2024. Su entrega fue formalizada con la afirmación del el pabellón nacional celebrado en la Escuela Naval de La Plata el 16 de abril de 2024. Junto a la unidad gemela, lancha ARA Ciudad de Ensenada.

## Historia operativa
La unidad cumplió su primer adiestramiento operativo en el ejercicio combinado "Acrux" XI en aguas del río Paraná el 22 de julio de 2024 junto con su gemela, la ARA Ciudad de Ensenada, y junto con unidades de la Marina de Brasil y la Armada Nacional del Uruguay.